# Georg Emil Tuxen
Georg Emil Tuxen, född den 11 december 1814 i Köpenhamn, död där den 21 september 1885, var en dansk sjömilitär, son till Peter Mandrup Tuxen, bror till Nicolai Elias och Johan Cornelius Tuxen, far till Sophus Christian Andreas och Søren Ludvig Tuxen.
Tuxen blev officer 1834 och steg i graderna till örlogskapten. År 1869 avgick han ur aktiv tjänst med kommendörs grad. Han studerade som ung astronomi och navigation och blev därefter lärare vid sjökadettskolan. År 1848 var han utkommanderad med fregatten Gefion i Nordsjön, 1849 med briggen Saint Croix, som blockerade Danzig; där deltog han med heder i en kamp mot den tyska ångaren Preussische Adler. Åren 1851–1884 var Tuxen verksam som navigationsdirektör. På den posten utmärkte han sig särskilt som författare av förträffliga läroböcker.